# Cañitas de Felipe Pescador
Cañitas de Felipe Pescador é um município do estado de Zacatecas, no México.